# Operação Market Garden
Operação Market Garden foi uma operação militar Aliada realizada durante a Segunda Guerra Mundial, entre os dias 17 e 25 de setembro de 1944. Seu objetivo tático era capturar uma série de pontes sobre os rios principais dos Países Baixos ocupados pelos alemães. Para isso, foram utilizadas tropas paraquedistas em larga escala, em conjunto com um rápido avanço de unidades blindadas pelas estradas, a fim de atingir o propósito estratégico de permitir que os Aliados pudessem atravessar o Reno, a última grande barreira natural a um avanço sobre à Alemanha.
Pouco depois das 10 h da manhã de um domingo, 17 de Setembro de 1944, decolou de aeroportos dispersos por todo sul da Inglaterra a maior força de aviões de transporte de tropa até então reunida para uma única operação. Naquela semana - a 263ª da Segunda Guerra Mundial - o Comandante Supremo das Forças Aliadas, o general Dwight David Eisenhower, desencadeou a Operação Market Garden, uma das mais ousadas e engenhosas da guerra, uma ofensiva combinada aeroterrestre e de superfície, idealizada pelo Marechal de Campo Bernard Montgomery. A sua fase aerotransportada (Market) da operação foi  monumental: envolveu quase 5 mil aviões de caça, bombardeiros e de transporte de pessoal e mais de 2,5 mil planadores, o qual seria um assalto diurno sem precedentes para as tropas paraquedistas.
No solo, dispostos ao longo da fronteira belgo-neerlandesa, estavam as forças da fase Garden, colunas compactas de carros de combate do Segundo Exército Britânico. O plano ambicioso visava a lançar velozmente a tropa e os blindados através dos Países Baixos, transpor o Reno e invadir a própria Alemanha.
Inicialmente, a operação teve sucesso, com a conquista das cidades de Eindhoven e Nimegue e a subsequente conquista da ponte sobre o rio Waal no dia 20 de setembro. Entretanto, acabou por ser uma falha geral devido à ponte de Arnhem, a última do Reno, não ter sido conquistada, e ao fato da Primeira Divisão Aerotransportada Britânica ter sido destruída na batalha, apesar de terem suportado muito mais do que era estimado antes da implementação. O Reno permaneceria uma barreira ao avanço aliado até as ofensivas aliadas realizadas em março de 1945.
O general Montgomery contou com 3 divisões aerotransportadas: as 101ª e 82ª divisões americanas, a 1ª divisão aerotransportada britânica e uma brigada paraquedista polaca, somando mais de 41 mil paraquedistas (fora as tropas do solo). Os alemães tinham mais homens, provavelmente, mas suas forças estavam espalhadas por toda a região. Após Market Garden, as posições das linhas de batalha na Europa Ocidental permaneceram quase imutáveis até o final de 1944.

## Antecedentes

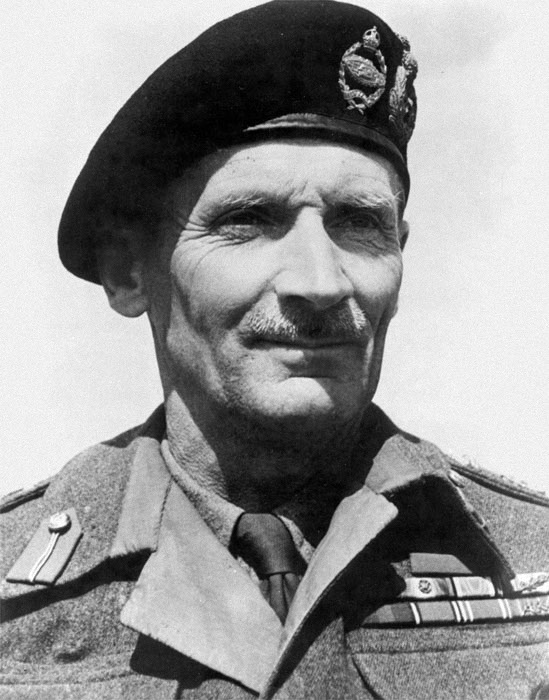
Marechal de campo Bernard Montgomery.

Após grandes derrotas na Normandia em julho e agosto de 1944, as forças alemãs remanescentes retiraram-se, através dos Países Baixos e da França ocidental, em direção às fronteiras da Alemanha, no final do mês de agosto.
No norte, o 21º Grupo de Exército britânico, sob o comando do marechal de campo Bernard Montgomery, estava avançando em uma linha que se estendia de Antuérpia às fronteiras setentrionais da Bélgica. O 1º Exército canadense estava recém terminando a sua própria ofensiva em direção ao norte pela costa, e estava muito cansado para tomar parte em grandes ações. Ao sul deles, o 12º Grupo de Exército americano, sob o comando do general Omar Bradley, estava se aproximando da fronteira alemã e havia sido ordenado a encaminhar a brecha de Aachen juntamente com o 1º Exército americano. No sul, o 6º Grupo de Exército, sob o comando do general Jacob Devers, estava avançando em direção à Alemanha antes dos desembarques deles no sul da França.
Um dos pontos fracos da operação e tampouco conhecidos dos aliados eram as movimentações de tropas alemãs que estavam em deslocamento de algumas frentes, em direção aos Países Baixos. O serviço secreto britânico não foi capaz de identificar estas movimentações. Por exemplo, a 9ª e 10ª Divisões Panzer que haviam combatido na Normandia desde o dia D, estavam sofrendo enormemente com a falta de suprimentos e material humano, a elas receberam ordens de se deslocar para os Países Baixos para reorganização e re-suprimento. Juntando a isto, a fato de haver sido interrompido o avanço dos alemães sobre a Antuérpia, o qual permitiu que o 15º Exército do General Von Zangen retirasse suas tropas e também se dirigisse aos Países Baixos, era uma força considerável de aproximadamente 60 mil homens além de seus equipamentos.
Isto deixou os Países Baixos com uma força de Três Quartéis-Generais alemães, o QG do Comandante William Model, Comandante do Grupo de Exércitos B, o QG do II Corpo Panzer sob o comando do Obergruppenfüher Wilhelm Bittrich e o Gen. Von Zagen, comandante do 15º Exército. Eram tropas extremamente experientes, pois haviam participado de várias campanhas, incluindo veteranos da Frente Oriental e os camisas negras das forças SS, tropas de elite que participavam dos combates, porém eram subordinadas hierarquicamente a Heinrich Himmler, chefe supremo da Gestapo/SS.
Duas Divisões Panzer de Bittrich estavam exatamente estacionadas na região de Arnhem, palco de duros combates pelo controlo da Ponte sobre o Reno com os homens do 2º Batalhão de Paraquedistas do Tenente-Coronel John Frost.

## A execução

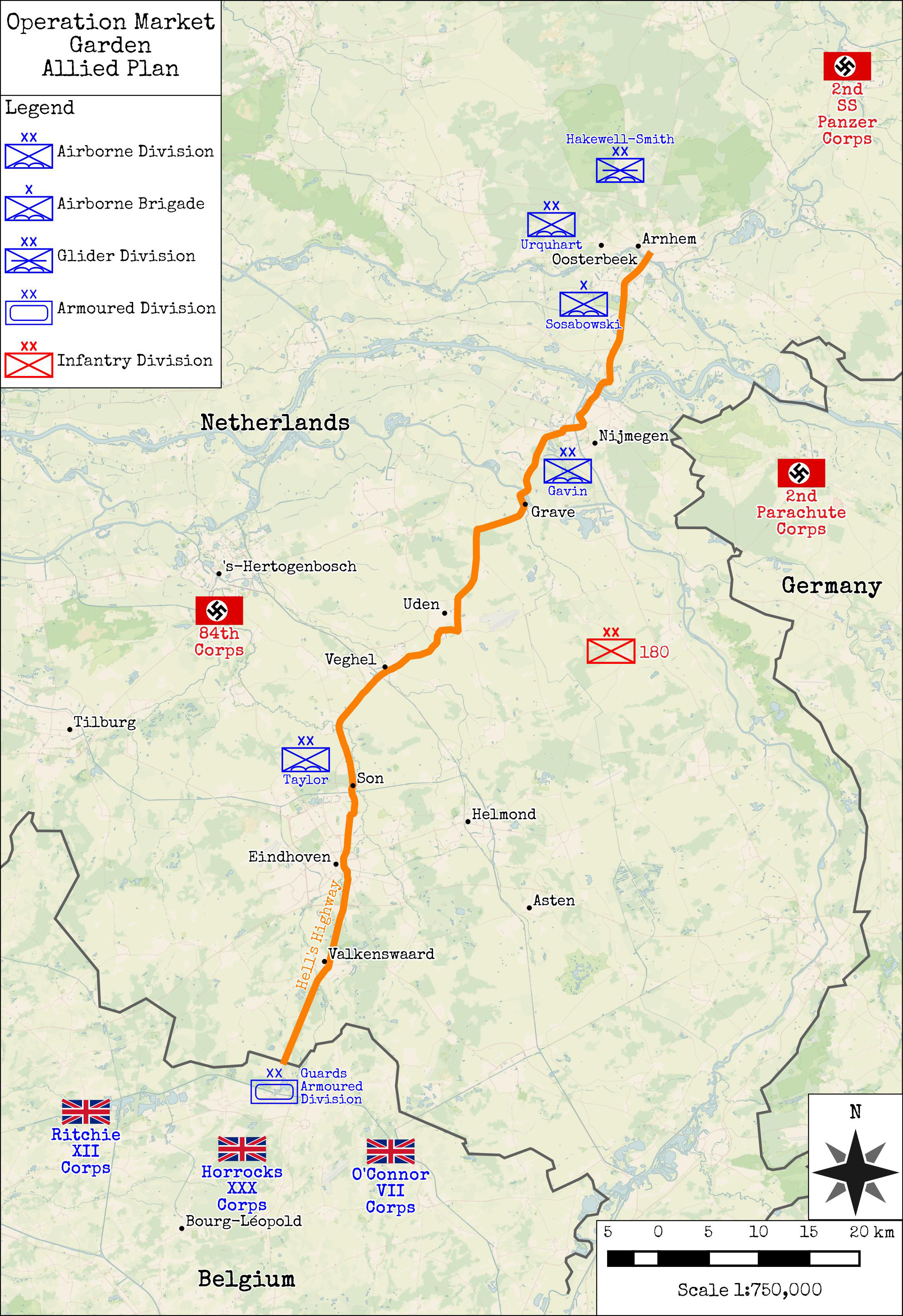
Operação Market Garden - Plano Aliado

A fase Market foi lançada com várias divisões de paraquedistas britânicos e americanos, cujos objetivos eram tomar várias pontes e permitir o avanço das unidades blindadas da fase Garden para se consolidar ao norte de Arnhem, avançando pelos Países Baixos. As principais pontes a serem tomadas estavam sobre os rios Mosa, Waal e o baixo Reno, cruzando também pequenos canais e afluentes.
O plano Market empregaria quatro das seis divisões do Primeiro Exército Aerotransportado Aliado. A 101ª Divisão Aerotransportada dos Estados Unidos, sob o comando do Major General Maxwell D. Taylor, iria aterrissar em dois locais ao norte da localização do XXX Corpo britânico para tomar as pontes a noroeste de Eindhoven, em Son e Veghel. A 82ª Divisão Aerotransportada americana, sob o comando do Brigadeiro General James M. Gavin, aterrissaria a nordeste da 101ª Divisão para tomar as pontes em Grave e Nijmegen, e a 1ª Divisão Aerotransportada Britânica, sob o comando do Major-General Roy Urquhart, juntamente com a 1ª Brigada Paraquedista Independente Polonesa, sob o comando do Brigadeiro General Stanisław Sosabowski, aterrissaria no extremo norte da rota, capturando a ponte rodoviária em Arnhem e a ponte ferroviária em Oosterbeek.

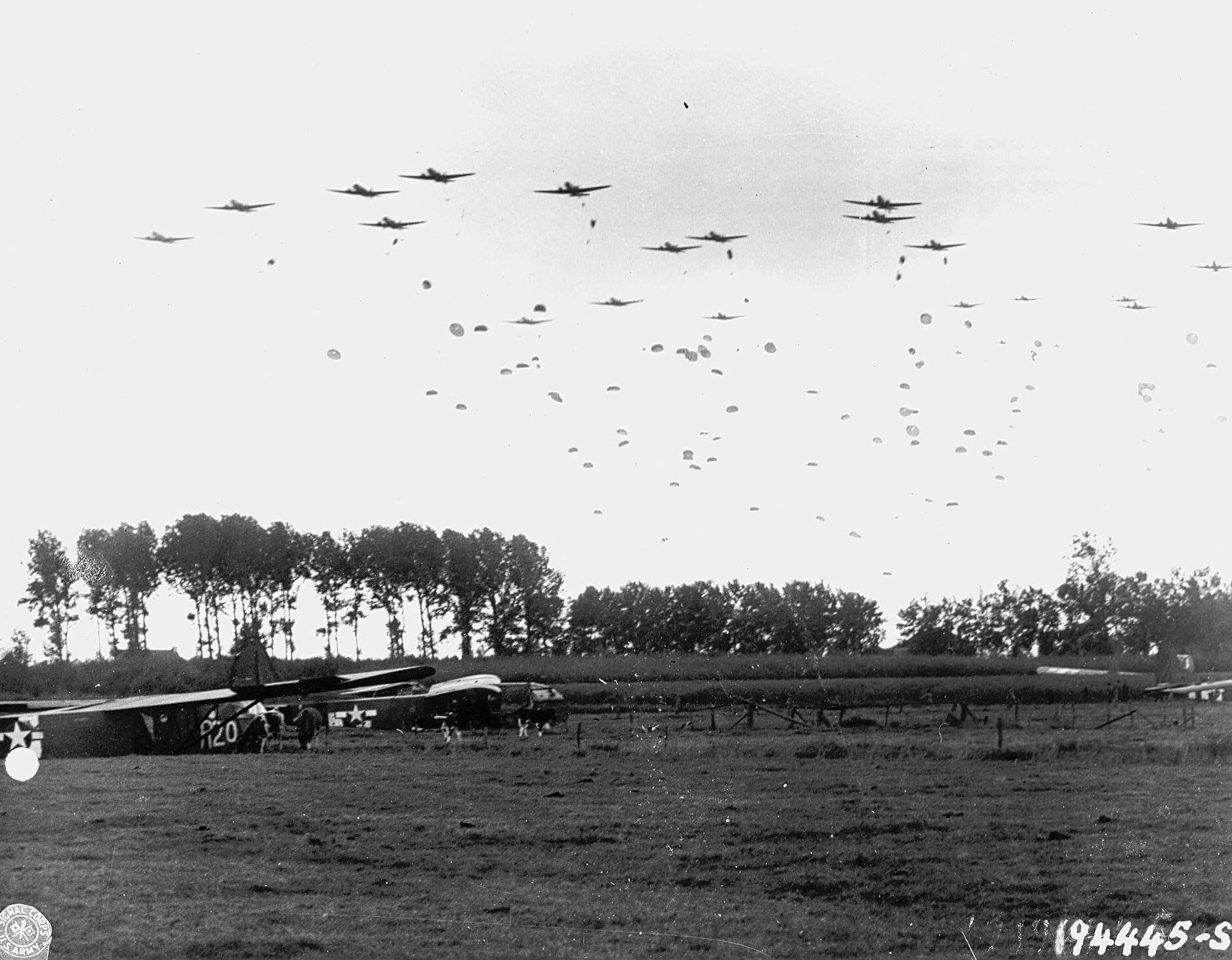
A 82ª Divisão Aerotransportada saltando na Operação Market Garden

Os avanços iniciais dos Aliados foram bem sucedidos. Várias pontes foram tomadas entre as cidades de Eindhoven, Veghel e Nijmegen. O XXX Corpo do exército britânico teve seu avanço atrasado pois os paraquedistas tiveram dificuldades para tomar as pontes entre Son e Nijmegen. As forças alemãs explodiram as pontes sobre o canal de Wilhelmina antes de recuarem. A 101ª Divisão Aerotransportada do exército dos Estados Unidos então tomaram a região. Já a 82ª Divisão Aerotransportada fracassou em tomar as passagens pelo rio Waal em Nijmegen antes de 20 de setembro de 1944, o que atrasou ainda mais os avanços das forças mecanizadas aliadas.

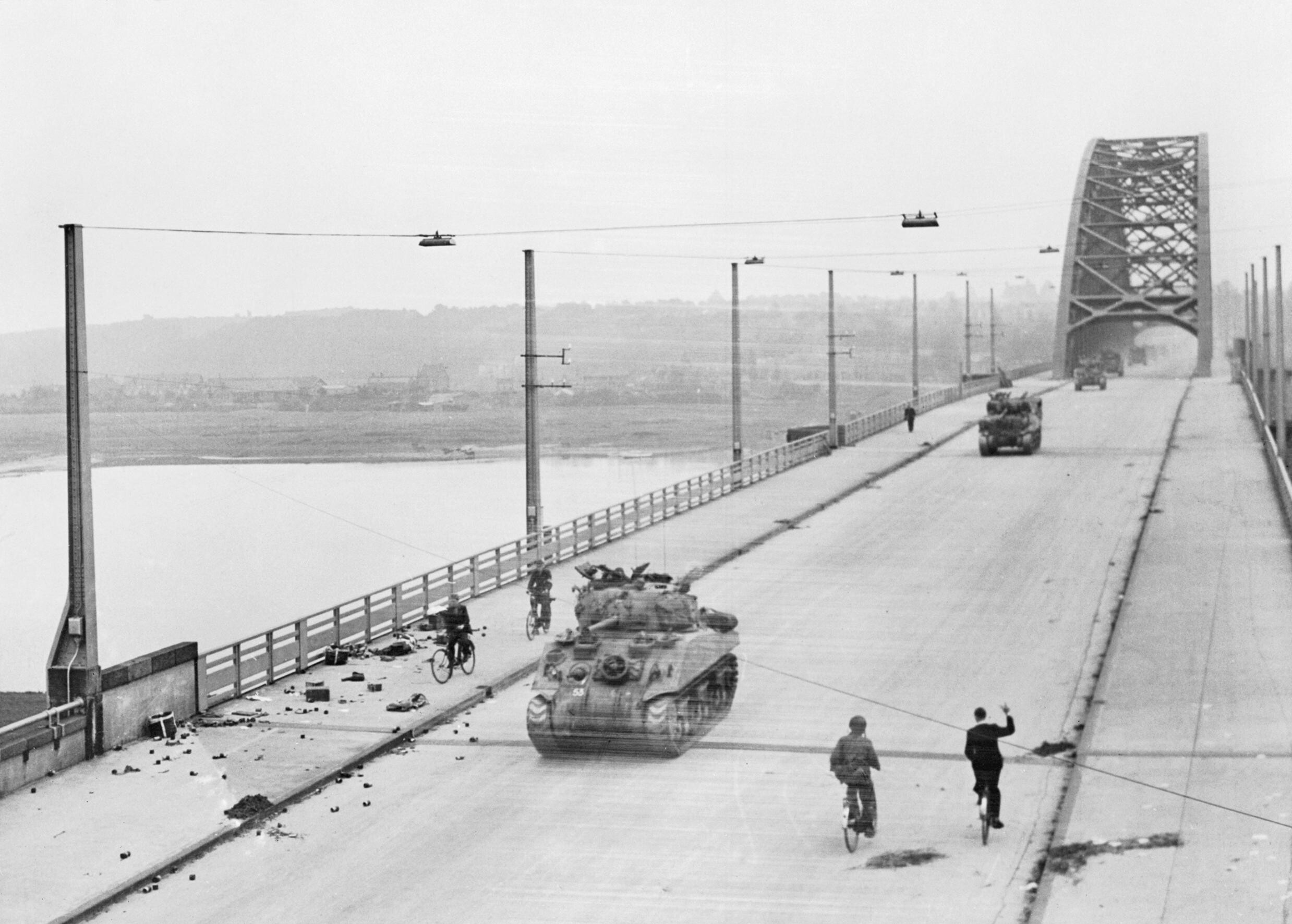
Tropas britânicas em uma ponte na cidade de Nimega.

No canto mais distante das operações paraquedistas aliadas em Arnhem, a 1ª Divisão Aerotransportada britânica encontrou forte resistência dos defensores alemães. O atraso dos Aliados em capturar as pontes, particularmente em Son e Nijmegen, deu tempo para o exército alemão organizar suas linhas de defesa e mobilizarem mais homens e tanques e logo planejaram um contra-ataque. Na subsequente Batalha de Arnhem, os paraquedistas britânicos conseguiram conquistar o norte da cidade mas quando os reforços terrestres atrasaram, eles acabaram sendo sobrepujados pelos alemães a 21 de setembro. O que sobrou da 1ª Divisão Aerotransportada ficou presa em um pequeno bolsão a oeste da ponte da cidade, sendo evacuados apenas no dia 25.

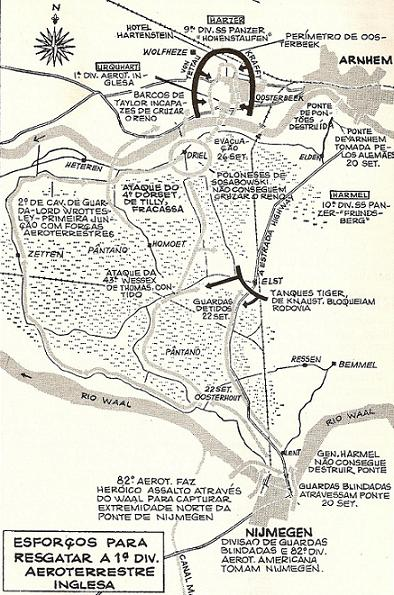
Resgate da 1ª Divisão Aerotransportada em Arnhem

No final, os Aliados acabaram fracassando em estabelecer seus objetivos e cruzar o Rio Reno e as defesas alemãs no norte e oeste do seu país continuaram firmes, e só cederiam por completo em março de 1945. O fracasso da Operação Market Garden acabou com as expectativas dos Aliados de tentar acabar com a guerra até o natal de 1944.

## Nota sobre as perdas

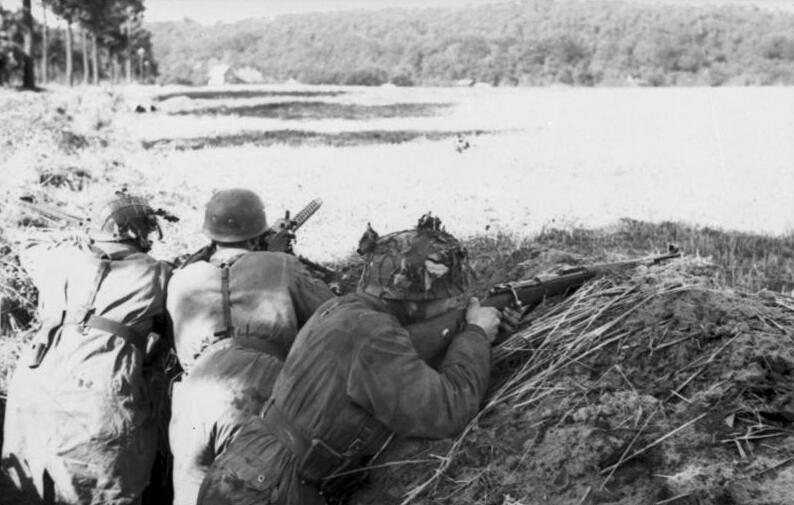
Paraquedistas alemães em Arnhem.

As forças aliadas sofreram mais perdas na Market Garden do que na gigantesca invasão da Normandia. A maioria dos historiadores concordam em que, no período de 24 horas do dia "D", 6 de junho de 1944, as perdas aliadas alcançaram a estimativa de 10 mil a 20 mil. Nos nove dias da Operação Market Garden, as perdas combinadas - forças aeroterrestres - em mortos, feridos e desaparecidos montaram a mais de 17 mil.
As perdas britânicas foram as mais altas: 13 226. A Divisão de Urquhart foi quase totalmente destruída. Na força inicial de ataque a Arnhem, com um efetivo de 10 005, na qual se incluem os poloneses e os pilotos de planadores, as perdas totalizaram 7 578. O XXX Corpo de Horrocks perdeu 1 480 e os 8º, 12º Corpos Ingleses, outros 3 874. As cifras alemãs permanecem um pouco obscuras, mas em Arnhem e Oosterbeek as perdas chegaram a 3 300; entretanto, as perdas de Model se consideram as mais elevadas. Levando-se em conta a frente de batalha que se desenvolveu ao longo da campanha, estima-se que pode ter chegado até a 10 mil.
Anos mais tarde em suas memórias o Marechal Montegomery, escreveu: (...) "Em minha (suspeita) opinião, se tivesse sido adequadamente apoiada desde o princípio e recebido os aviões, as forças terrestres e os recursos administrativos necessários à tarefa - a operação teria tido êxito, a despeito dos meus erros ou do tempo adverso ou da presença da 2º Corpo SS Panzer na área de Arnhem. Continuo um ferrenho defensor da Market Garden." (...)